# Dominic Howard
Dominic James Howard (også kendt som Dom) (født 7. december 1977) er en venstrehåndet trommeslager i det engelske alternativ rock-band Muse. Howard begyndte at spille trommer i en alder af 12 år. Inspirationen til at begynde kom da han var til koncert på sin skole hvor der var et jazzband som optrådte. 
Howard er blandt andet kendt for sine sjove live-kostumer og sit transparante trommesæt som han spillede med under Black Holes and Revelations-turnéen.